# Geumgwan Gaya

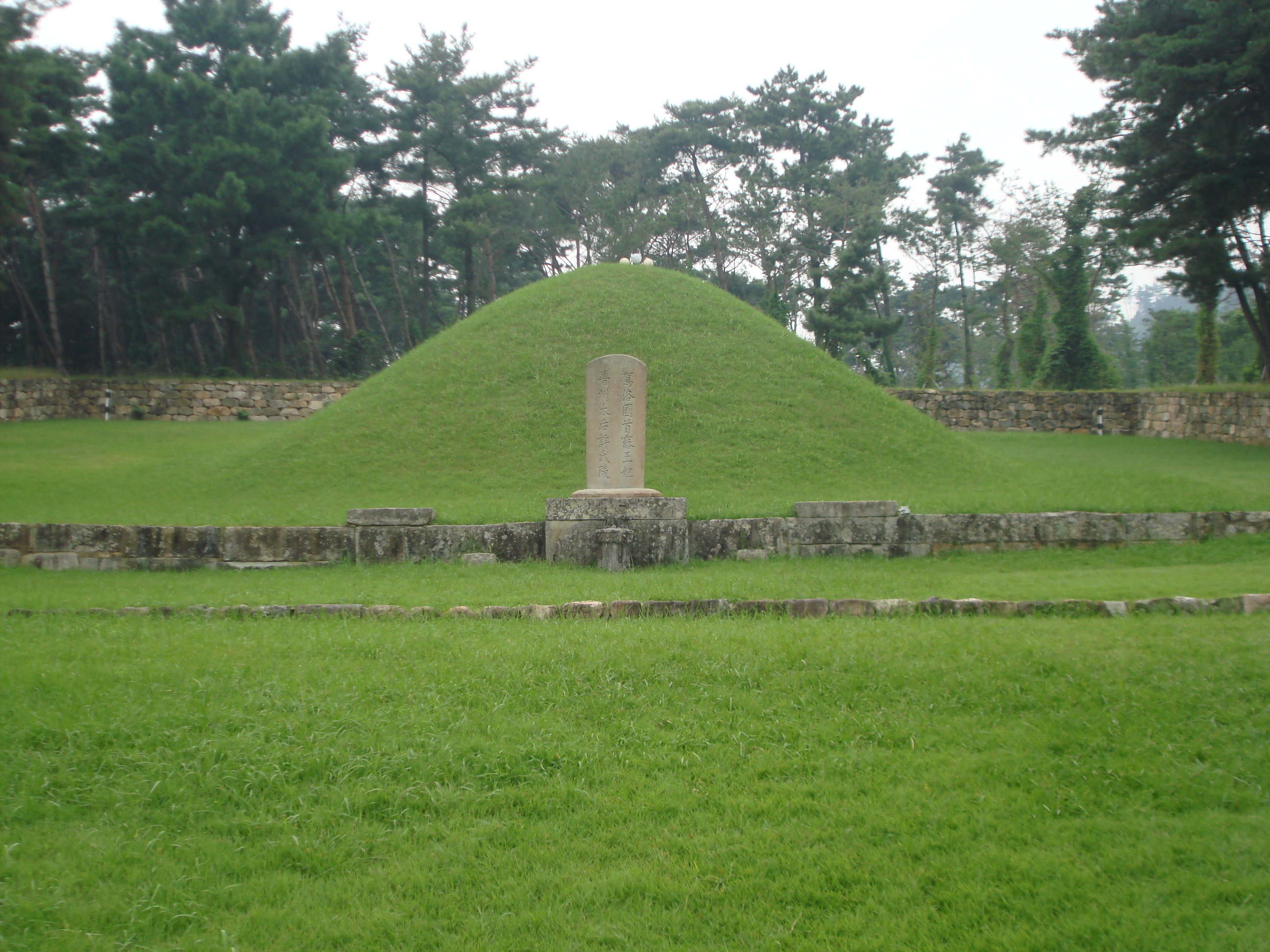
Tombe de la reine Heo

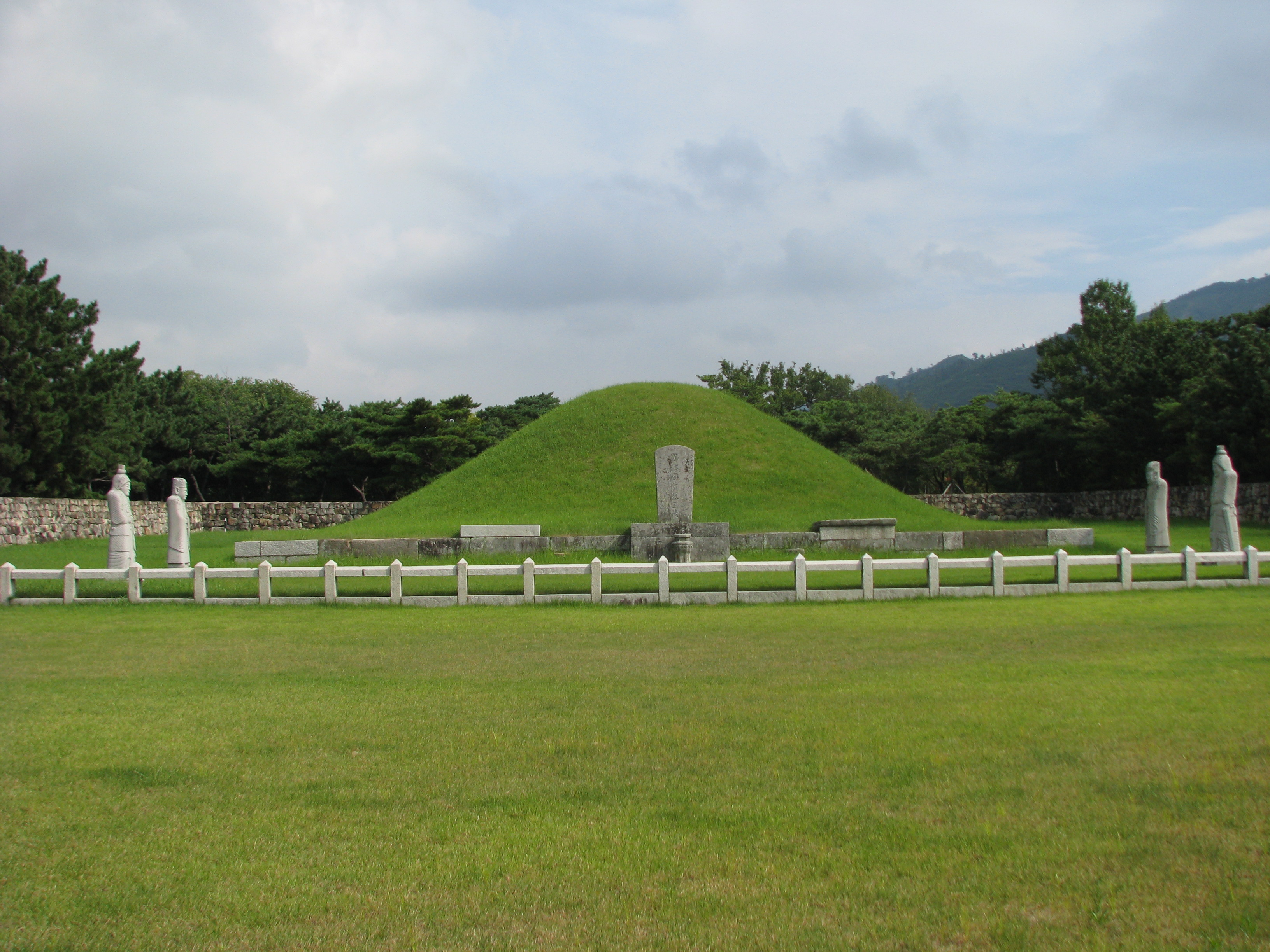
Tombe du roi Suro

Geumgwan Gaya (43 - 532), également connu sous le nom de Bon-Gaya (본가야, 本伽倻, «original Gaya») ou Garakguk (가락국, «l'Etat de Garak»), était la principale cité-état de la confédération de Gaya pendant la période des Trois Royaumes de Corée. On pense qu'elle était située autour de la ville moderne de Gimhae, dans la province du Gyeongsang du Sud, près de l'embouchure du Nakdong. En raison de sa situation géographique, ce royaume a joué un rôle dominant dans les affaires régionales de la période Byeonhan jusqu'à la fin de la confédération de Gaya.
Selon le Samguk Yusa, Geumgwan Gaya était composé de neuf villages unis par le roi Suro de Gaya. Son épouse, la reine Heo Hwang-ok, qu'il a épousée en 48 après J.-C., serait originaire d'un royaume indien.
Durant cette période précoce de l'histoire de Gaya, plusieurs vagues de migration en provenance du nord, y compris depuis le Gojoseon, Puyŏ et le Koguryo, sont arrivées, se sont intégrées aux populations existantes et ont stimulé les développements culturels et politiques. Les sites archéologiques témoignent d'une rupture brutale dans les styles funéraires vers la fin du IIIe siècle après J.-C., à l'époque où ces migrations devaient avoir eu lieu. Les formes d'inhumation associées aux peuples nomades d'Asie du Nord, comme l'inhumation des chevaux avec les morts, remplacent soudainement les formes antérieures dans les tombes de l'élite. En outre, il existe des preuves indiquant que les inhumations antérieures ont été systématiquement détruites. Au début des années 1990, un complexe de tombes royales a été découvert dans le quartier Daeseong de la ville de Gimhae et attribué à Geumgwan Gaya mais il a apparemment été utilisé dès l'époque de Byeonhan.
Après la capitulation de Geumgwan Gaya face à Silla en 532, la famille royale a été intégrée dans l'aristocratie de Silla (probablement parce qu'à cette époque, le puissant clan des Kim de Gyeongju qui dirigeait Silla était lié à la maison royale de Gaya, les Kim de Gimhae) et a reçu le rang d'«os véritable», le deuxième niveau le plus élevé du système de rang osseux de Silla. Le général Kim Yusin de Silla était un descendant du dernier roi de Gaya.